# Wilki Łódzkie
Wilki Łódzkie – łódzka drużyna futbolu amerykańskiego, powstała w 2011 roku. Członek Związku Futbolu Amerykańskiego w Polsce, występujący w Polskiej Futbol Lidze 2 (PFL2). Drużyna rozgrywa mecze na boisku Chojeńskiego Klubu Sportowego i jest prowadzona przez trenera Dextera Russela Juniora. W 2023 drużyna zdobyła puchar PFL2 i zagwarantowała sobie awans do PFL – Polskiej Futbol Ligi, stanowiącej najwyższy poziom rozgrywkowy w Polsce.

## Sukcesy
| \| \| Zdobyte trofea w rozgrywkach Polski (stan na 14 sierpnia 2023) \| |                                                                |      |          |
| Rozgrywki                                                               | Osiągnięcie                                                    | Razy | Sezon(y) |
| 2PFL                                                                    | I miejsce                                                      | 1    | 2023     |
| Polska                                                                  | Zdobyte trofea w rozgrywkach Polski (stan na 14 sierpnia 2023) |      |          |